# Tio Ellinas
Eftihios Ellinas, detto Tio (in greco Ευτύχιος Έλληνας?; Larnaca, 27 gennaio 1992), è un pilota automobilistico cipriota.

## Carriera

### Kart
I primi assaggi nel motorsport, Ellinas li ebbe a sette anni di età nei kart. Partecipò a 131 gare vincendone 101 con 20 ulteriori podi. I suoi risultati in campionati vari sono stati i seguenti:
- 1º nel Rotax Max Challenge di Cipro - Junior 2003.
- 1º nel Campionato Cipriota di Kart - ICA Junior 2004.
- 1º nel Rotax Max Challenge di Cipro - Junior 2004.
- 1º nel Campionato Cipriota di Kart - ICA Junior 2005.
- 1º nella ROK Cup di Cipro - Junior 2005
- 1º nella Finale Internazionale di ROK Cup - Junior ROK 2005.
- 1º nel Campionato Cipriota di Kart - Junior 2006.
- 1º nel Rotax Max Challenge di Cipro - Junior 2006.
- 3º nella ROK Cup di Cipro - Senior 2007.
- 2º nel Campionato Cipriota di Kart - KZ2 2008,
- 1º nella Bridgestone Cup di Cipro - KZ2 2008.
- 1º nel Campionato Cipriota di Kart - KF2 2009.
- 2º nella ROK Cup di Cipro - Super Class 2009.
- 3º nel Campionato Cipriota di Kart - KZ2 2009.

### Grand Prix Shootout
Ellinas prese parte alla gara inaugurale del Grand Prix Shootout in Gran Bretagna nel 2009. Fu valutato dal famoso talent scout dei piloti, Rob Wilson, nel settembre 2009, come uno che poteva far parte delle competizioni. Poi completò diverse sessioni di test con una Formula BMW della Double R Racing a Pembrey in Galles. Nel gennaio 2010, Ellinas fu annunciato come vincitore del primo Grand Prix Shootout all'esibizione di Autosport International. Ebbe la meglio su 50 altri piloti di kart che, tutti insieme, comprendevano oltre 100 titoli.

### Formula Ford
Ellinas partecipò all'MSA Dunlop Formula Ford Championship britannico con il team JTR. Fu il secondo pilota dopo Ayrton Senna a partire in prima fila di una gara di Formula Ford britannica al debutto e fu anche il pilota più veloce in ogni test svoltosi sul bagnato nel suo primo anno. Il 4º posto finale gli fece guadagnare il premio di Rookie of the Year e si trattò del miglior risultato mai raggiunto da un debuttante dai tempi di Jenson Button, nel 1998.

### Formula Renault
Ellinas partecipò al campionato di Formula Renault UK con l'Atech Reid GP e finì al 3º posto assoluto.

### GP3 Series
Ellinas partecipò alla GP3 Series 2012, debuttando con la Marussia Manor Racing. Concluse 8º, segnando una vittoria e un podio nell'ultima gara a Monza. Nel 2013 partecipò al campionato con la stessa scuderia, terminando la stagione al quarto posto con 116 punti e con due vittorie all'attivo.

### Formula 1
Come premio per essere stato il pilota di Marussia Manor meglio piazzato alla fine della stagione 2012 di GP3 Series, Ellinas prese parte ai test per giovani piloti del 2013 con una Marussia. Nel fare ciò, diventò il primo pilota cipriota a guidare una vettura di Formula 1 in un evento FIA.

## Risultati

### Sommario
| Anno | Serie                   | Team                  | Gare | Vittorie | Pole | Gpv | Podi | Punti | Pos. |
| ---- | ----------------------- | --------------------- | ---- | -------- | ---- | --- | ---- | ----- | ---- |
| 2010 | Formula Ford britannica | JTR                   | 25   | 3        | 2    | 4   | 8    | 451   | 4º   |
| 2010 | Formula Ford Festival   | JTR                   | 4    | 2        | 2    | 3   | 4    | N/A   | 3º   |
| 2011 | Formula Renault UK      | Atech Reid GP         | 20   | 2        | 1    | 1   | 14   | 475   | 3º   |
| 2012 | GP3 Series              | Marussia Manor Racing | 16   | 1        | 0    | 3   | 2    | 99    | 8º   |
| 2013 | GP3 Series              | Marussia Manor Racing | 16   | 2        | 1    | 1   | 3    | 116   | 4º   |
| 2014 | GP2 Series              | MP Motorsport         | 6    | 0        | 0    | 0   | 0    | 7*    | 19º* |

* Stagione in corso

### Risultati in GP3 Series
(legenda) (Le gare in grassetto indicano la pole position) (Gare in corsivo indicano Gpv)
| Anno | Team                  | 1         | 2          | 3         | 4         | 5         | 6         | 7         | 8         | 9          | 10         | 11         | 12          | 13          | 14          | 15        | 16        | Punti | Pos. |
| ---- | --------------------- | --------- | ---------- | --------- | --------- | --------- | --------- | --------- | --------- | ---------- | ---------- | ---------- | ----------- | ----------- | ----------- | --------- | --------- | ----- | ---- |
| 2012 | Marussia Manor Racing | ESP FEA 7 | ESP SPR 15 | MON FEA 9 | MON SPR 8 | VAL FEA 4 | VAL SPR 5 | GBR FEA 6 | GBR SPR 4 | GER FEA 10 | GER SPR 7  | HUN FEA 13 | HUN SPR 4   | BEL FEA 4   | BEL SPR Rit | ITA FEA 2 | ITA SPR 1 | 99    | 8º   |
| 2013 | Marussia Manor Racing | ESP FEA 1 | ESP SPR 4  | VAL FEA 6 | VAL SPR 4 | GBR FEA 5 | GBR SPR 6 | GER FEA 2 | GER SPR 6 | HUN FEA 11 | HUN SPR 10 | BEL FEA 8  | BEL SPR Rit | ITA FEA Rit | ITA SPR 11  | ABU FEA 7 | ABU SPR 1 | 116   | 4º   |

### Risultati in GP2 Series
(legenda) (Le gare in grassetto indicano la pole position) (Gare in corsivo indicano Gpv)
| Anno | Team          | 1       | 2       | 3         | 4          | 5          | 6          | 7          | 8          | 9       | 10      | 11      | 12      | 13      | 14      | 15      | 16      | 17      | 18      | 19      | 20      | 21      | 22      | Punti | Pos. |
| ---- | ------------- | ------- | ------- | --------- | ---------- | ---------- | ---------- | ---------- | ---------- | ------- | ------- | ------- | ------- | ------- | ------- | ------- | ------- | ------- | ------- | ------- | ------- | ------- | ------- | ----- | ---- |
| 2014 | MP Motorsport | BHR FEA | BHR SPR | ESP FEA 7 | ESP SPR 11 | MON FEA 10 | MON SPR 22 | AUT FEA 23 | AUT SPR 22 | GBR FEA | GBR SPR | GER FEA | GER SPR | HUN FEA | HUN SPR | BEL FEA | BEL SPR | ITA FEA | ITA SPR | RUS FEA | RUS SPR | ABU FEA | ABU SPR | 7*    | 19º* |

* Stagione in corso